# Dodecaibidion modestum
Dodecaibidion modestum är en skalbaggsart som beskrevs av Martins 1970. Dodecaibidion modestum ingår i släktet Dodecaibidion och familjen långhorningar.
Artens utbredningsområde är Paraguay. Inga underarter finns listade i Catalogue of Life.